# Barrera de hielo Getz

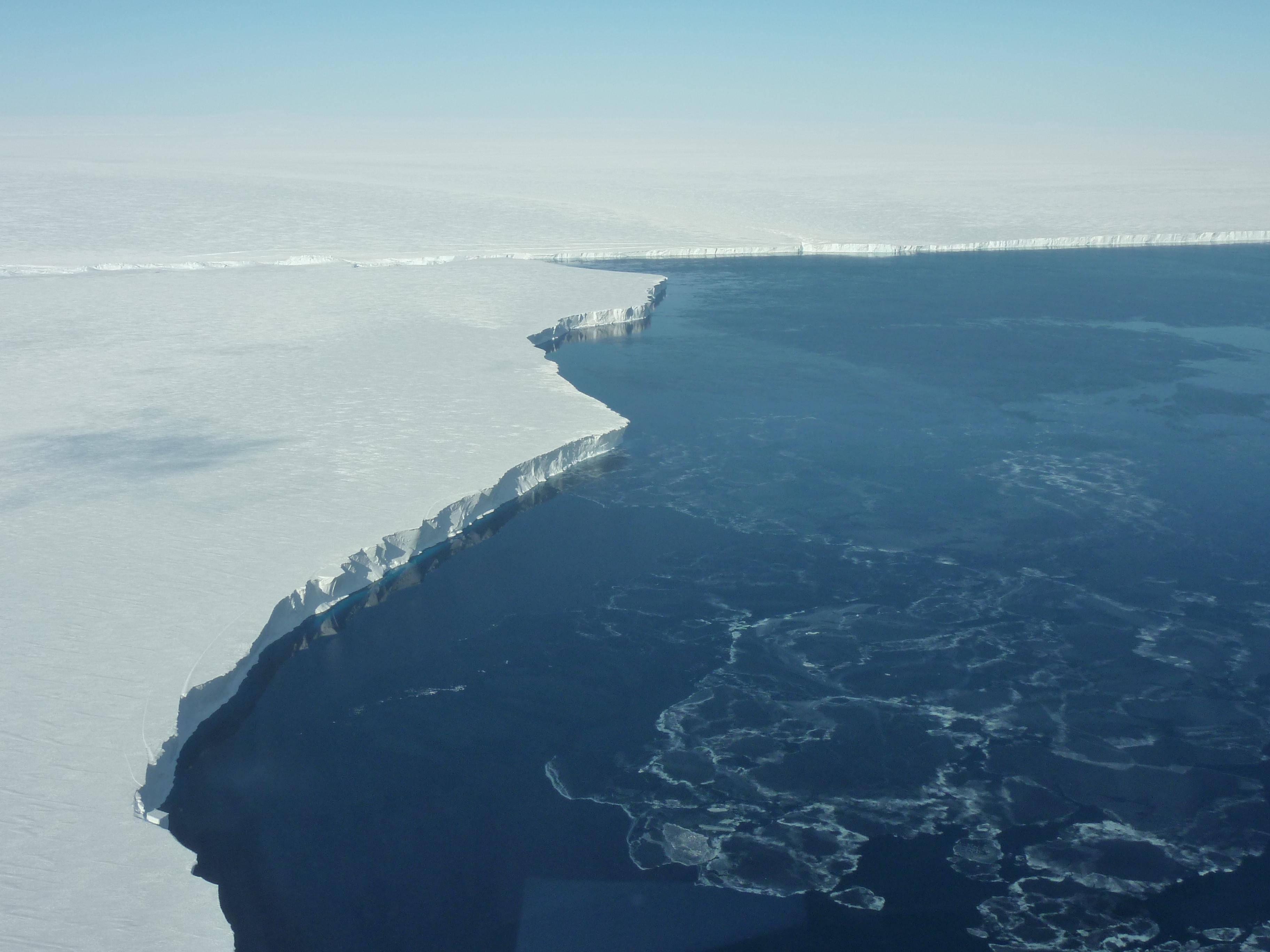
Barrera de hielo Getz, en la Antártida.

La barrera de hielo Getz es la mayor barrera de hielo en la Antártida a lo largo de la costa del Pacífico SE, posee una extensión de 450 km de largo y mide entre 30 y 90 km de ancho, bordea las costas de Hobbs y Bakutis de la Tierra Marie Byrd entre las McDonald Heights y la península Martin. Varias grandes islas se encuentra total o parcialmente inmersas en la barrera de hielo, conformando sectores del frente de desprendimiento de hielo.
Las mediciones de temperatura y salinidad realizadas durante los veranos de 1994 al 2010 muestran que la barrera se encuentra más influida por las condiciones oceánicas que otras barreras de hielo antárticas. Por debajo de las frías aguas superficiales, la termoclina era ∼200 m menos profunda en el 2007 que en el 2000, lo cual es un indicio del desplazamiento del acceso de agua desde las profundidades a la plataforma continental y la base de la barrera de hielo. Los ritmos de derretimiento calculados estaban entre 1.1 y 4.1 m de hielo por año, por lo cual Getz es la mayor fuente de agua de deshielo hacia el Océano del Sur.
El sector de la barrera de hielo al oeste de la isla Siple fue descubierto por el Servicio Antártico de los Estados Unidos en diciembre de 1940. La porción al este de la isla Siple fue inicialmente delineada a partir de fotografías aéreas tomadas durante la Operación Highjump de la marina de Estados Unidos entre 1946 y 47. Toda la barrera de hielo fue relevada por el Servicio Geológico de los Estados Unidos a partir de fotografías aéreas de la Marina de Estados Unidos tomadas entre 1962–65. Su nombre hace referencia a George F. Getz de Chicago, Illinois, que ayudó a acondicionar el avión para la expedición.